# اختبار رينيه
يستخدم اختبار رينيه للكشف عن فقدان السمع في إحدى الأذنين. ويُقارن هذا الاختبار بين سماع الأصوات المنقولة من طريق الهواء، وتلك المنقولة من طريق النقل العظمي عبر العظم الخشائي - القسم الخشائي من العظم الصدغي، وبهذا يمكن الكشف عن وجود نقص السمع التوصيلي بسرعة استنادًا إلى هذا الاختبار.
يجب أن يُصاحب اختبار رينيه دائمًا باختبار ويبر (weber test)، الذي يكشف عن وجود نقص السمع الحسي العصبي, وبذلك تصبح طبيعة فقدان السمع معلومة.
سُمي اختبار رينيه بهذا الاسم نسبةً إلى عالم الأذن الألماني هنريك أدولف رينيه (1819-1868)،  بينما سُمي اختبار ويبر بهذا الاسم نسبةً إلى إرنست هنريك ويبر (1795-1878).

## آلية الاختبار
توضع الشوكة الرنانة قُبالة الأذن لفحص التوصيل الهوائي للصوت. يُنفذ اختبار رينيه بوضع قاعدة شوكة رنانة مهتزة بتردد 512 هرتز على العظم الخشائي للمريض، ويُسأل المريض أن يحدد متى يتوقف الصوت، ولا يمكن سماعه. عندما يتوقف المريض عن سماع صوت الشوكة الرنانة، التي لا زالت تهتز من طريق العظم، نقوم بنقلها ووضعها على بعد سنتيمتر أو اثنين من فتحة الأذن الخارجية. يُسأل المريض مرة أخرى أن يحدد متى يتوقف عن سماع صوت الشوكة الرنانة.

## النتائج

### السمع الطبيعي
انتقال الصوت بوساطة الهواء أعلى مما هو عليه بوساطة العظم (AC>BC)، فيجب على المريض أن يكون قادرًا على سماع الشوكة الرنانة مقابل فتحة الأذن بعد توقفه عن سماعها، وهي موضوعة على العظم الخشائي. تُسمى هذه النتيجة الطبيعية للاختبار باختبار رينيه الموجب.

### السمع غير الطبيعي
عدم قدرة المريض على سماع الشوكة الرنانة بعد وضعها مقابل فتحة الأذن يدل على أن التوصيل من طريق العظم أعلى مما هو عليه من طريق الهواء (BC>AC) . وهذا يدل على وجود خلل في عبور الموجات الصوتية من قناة الأذن الخارجية، وعبر الأذن الوسطى، وصولًا إلى قوقعة الأذن الداخلية، أي هنالك فقدان سمع توصيلي.
قدرة المريض على سماع الشوكة الرنانة سواءً من طريق الهواء أو العظم تنقص بنحو متساوٍ في حالة فقدان السمع الحسي العصبي، ولذلك سيتمكن المريض من سماع الشوكة الرنانة من طريق التوصيل الهوائي بعد توقفه عن سماعها، وهي موضوعة على العظم. يتشابه هذا النمط مع نمط السمع الطبيعي، ولكن يتوقف مريض فقدان السمع الحسي العصبي عن السماع خلال فترة قصيرة. من الممكن الكشف عن هذا من طريق وضع الشوكة الرنانة قريبة من أذن الشخص الفاحص (ذي السمع الطبيعي) بعد إعلان المريض عن توقف الصوت، وملاحظة أن صوت الشوكة الرنانة لا زال مسموعًا للأذن الطبيعية.
من الممكن الحصول على اختبار رينيه سالب خاطئ في حالة فقدان السمع الحسي العصبي الشديد نتيجة موت التيه السمعي (labyrinth). يحدث هذا لأنه، وعلى الرغم من أن الأذن المصابة لا تستجيب للاختبار، يمكن للأذن الأخرى السليمة أن تستشعر الصوت الواصل إليها من الجهة المقابلة المتأثرة من طريق توصيل عظام الجمجمة للصوت، ما يجعل المريض قادرًا على سماع الشوكة الرنانة الموضوعة على العظم الخشائي، ولكن ليس تلك الموضوعة مقابل فتحة الأذن المصابة.

## التوصيل الهوائي والعظمي في فقدان السمع
يستخدم التوصيل الهوائي جهاز الأذن الوسطى (الصيوان، وطبلة الأذن، والعظيمات) لتكبير وتوجيه الموجات الصوتية إلى قوقعة الأذن الداخلية، بينما يتجاوز التوصيل العظمي بعض أو كل هذه التراكيب للوصول مباشرةً إلى الأذن الداخلية أو للأذن المقابلة من طريق عظام الجمجمة، ولكن على حساب علو الصوت. 
| نتيجة الفحص | العلاقة | الوصف |
| موجب        | AC > BC | في الأذن ذات السمع السليم والأذن التي تعاني من فقدان سمع حسي عصبي، التوصيل الهوائي (AC) أعلى من التوصيل العظمي (BC) |
| سالب        | BC > AC | في الأذن التي تعاني من فقدان سمع توصيلي، التوصيل العظمي (BC) أعلى من التوصيل الهوائي (AC)                           |

لاحظ أن كلمتي سالب وموجب استخدمتا بطريقة مختلفة هنا، مقارنةً بالاستخدام التقليدي لهما في الاختبارات الطبية.  يشير السالب والموجب هنا إلى مؤشر محدد جرى تقييم وجوده من عدمه. في هذه الحالة، هذا المؤشر هو كون التوصيل الهوائي (AC)  أفضل من التوصيل العظمي (BC). ولذلك، فإن نتيجة موجب تعني الحالة الطبيعية، مقارنةً بالعديد من الاختبارات الطبية الأخرى.